# Эрскин, Джон, 23-й граф Мар
Джон Эрскин, граф Мар (англ. John Erskine, Earl of Mar; 1675 — май 1732) — шотландский аристократ и политик, старший сын Чарльза Эрскина, графа Мара, от которого он унаследовал поместья, обремененные долгами. Он был 23-м графом Мар в первой креации графства и 6-м графом седьмой креации (1565 года). Его прозвали «Качающимся Джоном» за его склонность переходить от фракции к фракции, будь то от тори к вигам или ганноверцам к якобитам. Лишенный должности новым королем в 1714 году, граф Мар поднял знамя восстания против ганноверцев; в битве при Шериффмуре в ноябре 1715 года якобитские силы графа Мара превосходили силы его противника, но победа ускользнула от него. Граф Мар бежал во Францию, где ему предстояло провести остаток своей жизни. Парламент принял Билль об опале против графа Мара за государственную измену в 1716 году в качестве наказания за его нелояльность, который был отменен только в 1824 году. Он умер в 1732 году.

## Ранняя жизнь

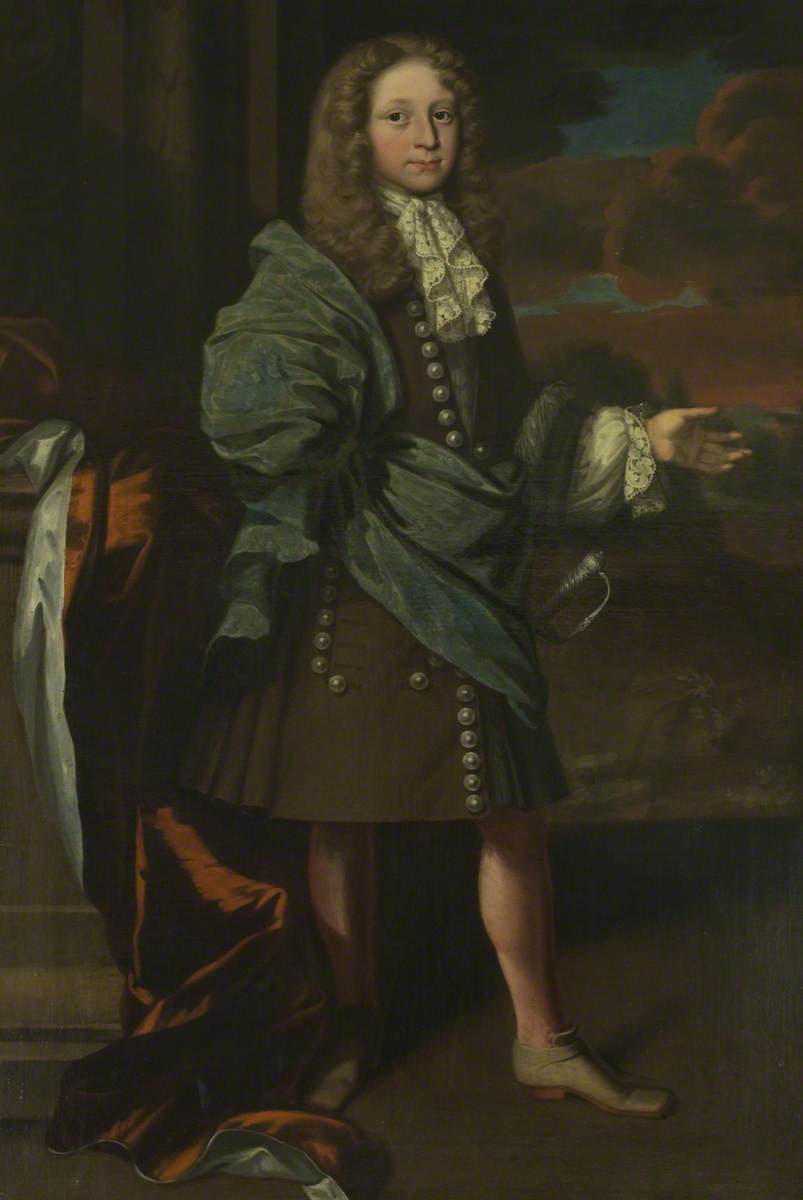
Портрет Джона Эрскина в детстве, написанный в 1690 году.

Родился в 1675 году в Шотландии. Старший сын Чарльза Эрскина, графа Мара (1650—1689), и Мэри Мауле, дочери Джорджа Мауле, 2-го графа Панмуре (1619—1671).
В начале XVIII века граф Мар был связан с партией, благоприятствующей правительству, был одним из уполномоченных по заключению Унии и был назначен государственным секретарем по делам Шотландии (1707—1709, 1713—1714). После принятия Акта об унии 1707 года Джон Эрскин стал пэром-представителем Шотландии, хранителем печати и тайным советником. В 1713 году тори сделали графа Мара государственным секретарем Великобритании, но он, похоже, был в равной степени готов встать на сторону вигов, и в 1714 году он заверил нового короля Георга I, о своей верности. Однако, как и другие тори, он был лишен своего поста. В августе 1715 года он появился в Шотландии встал во главе якобитских сторонников принца Джеймса Эдварда, Старого претендента. Это совпало с арестом и импичментом Роберта Харли и перемещением других ведущих тори: лорда Болингброка и герцога Ормонда в изгнание.

## Восстание 1715
Встретившись со многими вождями горцев в Абойне, граф Мар выразил искреннее желание независимости Шотландии. В Бремаре 6 сентября 1715 года он провозгласил Якова VIII королем Шотландии, Англии, Франции и Ирландии, что положило начало восстанию якобитов в 1715 году. Постепенно силы под его командованием были увеличены, но как генерал он потерпел поражение. Драгоценное время было потрачено впустую в Перте, притворное нападение на Стерлинг было безрезультатным, и он мало мог помочь английским якобитам. В Шериффмуре, где в ноябре 1715 года произошла битва, силы графа Мара значительно превосходили численностью его противника, герцога Аргайлла. Сражение было фактически безрезультатным (правое крыло каждой армии победило левое крыло другой). Однако нерешительность графа Мара означала, что последствия битвы в стратегическом плане стали решающим поражением для якобитов.

## Изгнание
Затем граф Мар встретил претендента в Феттерессо; его дело, однако, было проиграно, и Мар и принц бежали во Францию, где он провел остаток своей жизни. Парламент Великобритании в 1716 году издал Билль об опале за измену графа Мара в качестве наказания за его нелояльность. Этот билль не был отменен до 1824 года. Граф Мар был назначен преемником Генри Сент-Джона на посту государственного секретаря якобита в марте 1716 года.
Граф Мар стремился заинтересовать иностранные державы делом Стюартов; но со временем якобиты перестали доверять ему. В 1719 году он был вовлечен в планы по использованию продолжающейся войны Испании против Великобритании, чтобы начать новую схему вторжения, однако это было отменено из-за погоды. В 1721 году он получил пенсию в размере 3500 фунтов стерлингов в год от короля Великобритании Георга I, а в следующем году его имя свободно упоминалось в связи с судебным процессом над епископом Этербери, которого, как утверждалось, предал граф Мар. Это обвинение, возможно, можно резюмировать как не доказанное. В лучшем случае его поведение было крайне неосторожным, и поэтому в 1724 году претендент наконец порвал с графом Маром. Его последние годы жизни прошли в Париже и Ахене, где он умер в 1732 году.

## Браки и дети

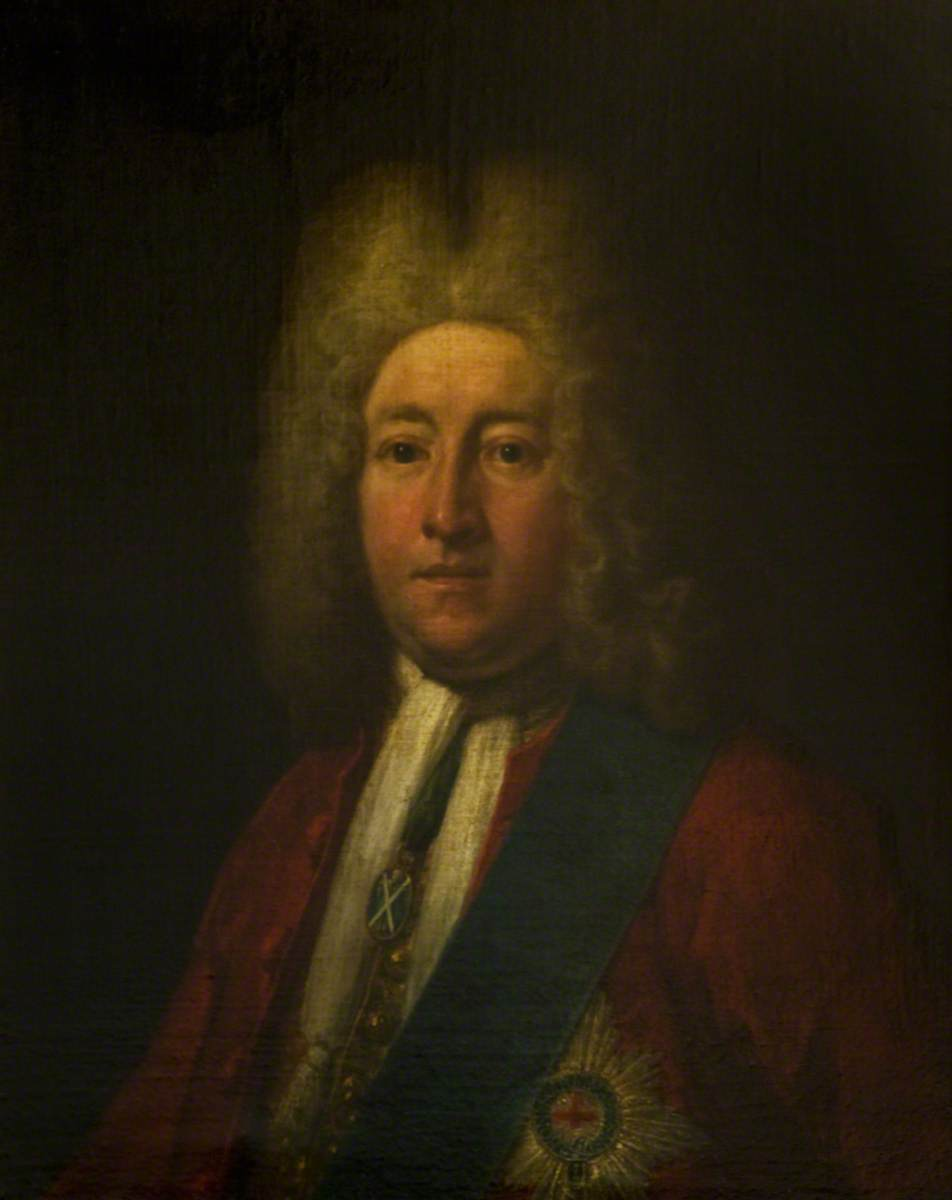
Портрет Джона Эрскина, графа Мара, написанный Гиацинтом Риго.

6 апреля 1703 года граф Мар женился первым браком на леди Маргарет Хэй (? — 25 апреля 1707), дочери Томаса Хэя, 7-го графа Кинноулла, и достопочтенной Маргарет Драмонд. У супругов был один сын:
- Томас Эрскин, лорд Эрскин (ок. 1705 — 16 марта 1766).

Леди Маргарет умерла 26 апреля 1707 года. 20 июля 1714 года граф Мар вторым браком женился на леди Фрэнсис Пиррепонт (8 июня 1690 — 4 марта 1761), дочери Эвелина Пиррепонта, 1-го герцога Кингстон-апон-Халла (1665—1726), и его жены леди Мэри Фейлдинг (1668—1697). У супругов была одна дочь:
- Леди Фрэнсис Эрскин (? — 20 июня 1776), муж с 1740 года Джеймс Эрскин (? — 1785), сын Джеймса Эрскина, лорда Грейнджа (1679—1754).

Леди Фрэнсис сошла с ума в 1728 году из-за стресса, связанного с его изгнанием во Франции. Она пережила Мар на 35 лет, умерла 4 марта 1767 года и была похоронена в приходской церкви Сент-Мэрилебон в Вестминстере.

## В популярной культуре
Прогрессивная рок-группа Genesis написала песню «Одиннадцатый граф Мар» (найденную на их альбоме Wind & Wuthering) о графе Маре и восстании якобитов 1715 года. Слова были написаны Майком Резерфордом, который объясняет: «У меня появилась эта идея после прочтения этой книги по истории о неудавшемся шотландском восстании. Мне понравилась его идея-он был немного веселым, немного походным и немного хорошо одетым».
Граф Мар был упомянут в современной народной песне «Cam Ye O’er Frae France», которая была записана британской фолк-рок-группой Steeleye Span.